# Klaus Zerta
Klaus Zerta (n. 25 noiembrie 1946, Gelsenkirchen, Germania) este un timonier ce a reprezentat Germania, medaliat olimpic. A participat la o ediție a Jocurilor Olimpice (1960) în care a câștigat o medalie de aur.

## Participări
Lista de mai jos prezintă principalele competiții la care a participat Klaus Zerta de-a lungul carierei.
- Canottaggio ai Giochi della XVII Olimpiade - Due con maschile[*][3]